# Pacifiction : Tourment sur les Îles
Pour plus de détails, voir Fiche technique et Distribution.
Pacifiction : Tourment sur les Îles est un film germano-franco-luso-espagnol réalisé par Albert Serra et sorti en 2022.
Le film est présenté au festival de Cannes 2022 et sort en salles quelques mois plus tard,.
Le film reçoit le prix Louis-Delluc en 2022. En 2023, il est récompensé lors de la cérémonie des Prix Lumières et des César, obtenant notamment le César du meilleur acteur pour Benoît Magimel ainsi que celui de la meilleure photographie.

## Synopsis
L’île de Tahiti bruisse de rumeurs faisant état de la possible reprise des essais nucléaires français.
De Roller (Benoît Magimel), haut-commissaire de la République en Polynésie française, et qui, à ce titre, est le représentant de l'État, tente de prendre le pouls de l'île, de la population locale et des différents intérêts en jeu : l'armée (un amiral passant ses nuits en boîte avec quelques marins), pêcheurs et autorités locales des atolls et activistes locaux (manipulés par des agents étrangers ?), qui menacent de déclencher des manifestations etc.
Cet homme affable, aux paroles mesurées, navigue entre réceptions officielles, répétitions de spectacles de danse traditionnelle et compétitions de surf. À toute heure du jour ou de la nuit, sa silhouette ronde, toujours impeccable dans son costume blanc, scrute l'apparition éventuelle de sous-marins ou les indices d'ingérences étrangères. Il finit par solliciter l'aide d'une employée du Paradise, une boîte de nuit interlope au centre de toutes ces intrigues.

## Fiche technique
Sauf indication contraire, les informations mentionnées dans cette section peuvent être confirmées par la base de données cinématographiques IMDb,  présente dans la section « Liens externes ».
- Titre français : Pacifiction : Tourment sur les Îles
- Réalisation et scénario : Albert Serra
- Musique : Marc Verdaguer
- Décors : Sebastian Vogler
- Costumes : Praxedes de Vilallonga
- Photographie : Artur Tort
- Son : Jordi Ribas[4]
- Montage : Albert Serra, Artur Tort, Ariadna Ribas
- Production : Montse Triola, Pierre-Olivier Bardet, Albert Serra, Dirk Decker, Marta Alves, Laurent Jacquemin, Joaquim Sapinho, Andrea Schütte
  - Coproduction : Olivier Père
  - Production exécutive : Elisabeth Pawlowski
- Sociétés de production : Anderground Films, Arte France Cinéma, Rosa Filmes, Radio-télévision du Portugal, Tamtam Film et Televisió de Catalunya ; en association avec la SOFICA Cinémage 16 ; avec le soutien de l'Institut Català de les Empreses Culturals et l'Instituto de la Cinematografía y de las Artes Audiovisuales
- Société de distribution : Les Films du losange
- Pays de production :  Espagne,  France,  Allemagne et  Portugal
- Format : Couleurs
- Genre : comédie dramatique, espionnage
- Durée : 165 minutes
- Dates de sortie :
  - France : 26 mai 2022 (festival de Cannes 2022), 9 novembre 2022 (sortie nationale)

## Distribution
Sauf indication contraire, les informations mentionnées dans cette section peuvent être confirmées par la base de données cinématographiques IMDb,  présente dans la section « Liens externes ».
- Benoît Magimel : De Roller
- Sergi López : Morton
- Pahoa Mahagafanau : Shannah
- Marc Susini : l’amiral
- Matahi Pambrun : Matahi
- Alexandre Mello : le Portugais
- Montse Triola : Francesca
- Michael Vautor : le capitaine
- Cécile Guilbert : Romane Attia
- Lluís Serrat : Lois
- Mike Landscape : M. Mike
- Cyrus Arai : Cyrus
- Mareva Wong : la secrétaire
- Baptiste Pinteaux : Olivier

## Production
Initialement, Albert Serra voulait situer l'intrigue du film en France métropolitaine mais ne voulait pas tourner à Paris. Il s'inspire alors des histoires racontées par Tarita, une actrice originaire de Polynésie française qui a été la femme de Marlon Brando.

### Tournage
Le tournage a lieu à Tahiti en août 2021, alors que l'île est en confinement total en raison de la pandémie de Covid-19. Les prises de vues durent 25 jours, et ne sont pas réalisées dans l'ordre chronologique.
Le costume blanc du haut-commissaire a été dessiné par Albert Serra et un tailleur à Paris, deux mois avant le début du tournage. Lors du premier jour de celui-ci, l'équipe découvre que Benoît Magimel a grossi. N'ayant aucune solution disponible sur place, le tournage est malgré tout lancé. Albert Serra se satisfera néanmoins de cette situation, appréciant le « côté trash ».
Albert Serra a utilisé trois caméras Blackmagic Pocket, qu'il se permettait de déplacer en pleine prise, de sorte que les acteurs ne pouvaient pas se positionner et jouer par rapport à l’une d'entre elles. Il dictait les répliques à Benoît Magimel par oreillette en temps réel. Les trois caméras ont enregistré 180 heures chacune, soit 540 heures au total. Pour le montage, Serra a commencé par conserver uniquement les images qui lui plaisaient, la narration passant au second plan. Il a également exclu tous les plans où Magimel avait une gestuelle qui pouvait rappeler un de ses anciens rôles.
Le confinement pour cause de Covid a été annoncé peu avant le tournage de la scène en mer. Une compétition de surf, qui devait avoir lieu en même temps du fait de l'annonce de fortes vagues, a été annulée. Ayant une autorisation, l'équipe s'est tout de même rendue, à l'aide de bateaux loués, sur le lieu de tournage. Ils y ont trouvé des surfeurs amateurs ayant échappé à la police. Ceux-ci avaient pour consigne d'enlever leur masque lorsqu'ils étaient dans le champ, et de ne pas appeler Benoît Magimel par son prénom, mais par le titre de haut-commissaire.

## Accueil

### Réception critique
En France, le site Allociné propose une moyenne de 4⁄5, après avoir recensé 23 critiques de presse.
La presse française est globalement très enthousiaste pour ce film, au moment de sa sortie, plus de la moitié accordant 4 ou 5 étoiles sur Allociné selon les modalités du site.

Mathieu Macheret, dans les Cahiers du cinéma, y voit un « théâtre des petits arrangements et autres tripatouillages » et « surtout [un film] d'une formidable drôlerie » :

« De Roller/Magimel s'avère une incroyable créature de jeu, un as de la palabre dont l'habile entregent s'exerce à coups de formules courtoises, une véritable hystérie des lieux communs débités avec éclat. Sous le vernis du consensus affiché, c'est toutefois la valse des doléances et des services, des prêtés pour des rendus, et en dernier recours le rapport de force, parfois lourd de menaces, qui se fait sentir. »

Pour Bande à part, il s'agit là d'un film « envoûtant à la frontière du thriller politique et de l'essai poétique avec un Benoît Magimel magistral. » Dans la même tonalité, Le Monde parle d'un « chef-d'œuvre » : « Entre le flamboiement des cieux et le miroitement turquoise de la mer, le M. Homais préfectoral exsude dans l’enchaînement flaubertien des vues pittoresques et d’une puissance qui se délite. » Pour le critique de Critikat.com, « Pacifiction confirme la position singulière de Magimel dans le champ du cinéma français contemporain et l’ambition d'Albert Serra, dont le style magnétique, riche en légères variations rythmiques, prend ici une envergure insoupçonnée. »
Léo Martin, pour Écran Large, se montre élogieux. Dans un premier temps, le film semblerait être « un OSS 117 des temps modernes ». Rapidement, c'est l'interprétation d'un « Benoît Magimel, habité par le rôle comme nul autre n’aurait pu l’être, [qui] imprègne le long-métrage d’une surpuissante candeur. » La critique se conclut sur ce résumé : « Albert Serra filme ici un fascinant calme avant la tempête. Véritable conte kafkaïen moderne, devinant instinctivement les tourments qui planent sur notre époque et leurs probables causes, Pacifiction - Tourment sur les îles est plus redoutable qu'il n'y paraît. Benoît Magimel excelle dans son rôle aussi grotesque que sublime. »
Le site aVoir-aLire parle d'un Albert Serra qui « offre un film envoûtant et magnifiquement maîtrisé sur les mystères et la part d’ombre du travail d’un Haut commissaire à Tahiti, aux prises avec les injonctions de l’État français qu’il représente, les enjeux géostratégiques, et les intérêts des habitants des îles ».
Dans les critiques plus négatives, on peut retrouver celles du Parisien : « Entre cynisme, flatterie et condescendance teintée de colonialisme, Magimel incarne un politicien aussi calculateur qu’insaisissable. Il nous entraîne dans cette expérience déroutante et parfois nébuleuse. »
Pour Le Figaro, « entre thriller politique à zéro de tension et carte postale sans destinataire, la meilleure blague du dernier Festival de Cannes provoque 2 h 43 de rire involontaire ou d'ennui abyssal. »
Pour France Info Culture : « Le réalisateur espagnol veut montrer le côté sombre de la politique locale sans en dire grand chose. Le cinéaste finit par nous perdre. »

### Box-office
| Pays ou région | Box-office      | Date d'arrêt du box-office | Nombre de semaines |
| -------------- | --------------- | -------------------------- | ------------------ |
| France         | 60 052 entrées, | 15 mars 2023               | 19                 |
| Espagne        | 8 405 entrées   | n/a                        | n/a                |

Pour son premier jour d'exploitation en France, Pacifiction réalise 2 764 entrées (dont 912 en avant-première), le film se plaçant alors en huitième position du box-office des nouveautés.

## Distinctions

### Récompenses
- Prix Louis-Delluc 2022
- Lumières 2023 : meilleure mise en scène, meilleur acteur pour Benoît Magimel et meilleure image
- Prix Gaudí 2023 : meilleur film en langue non-catalane, meilleure direction artistique et meilleure photographie[19]
- Prix du Syndicat français de la critique de cinéma et des films de télévision 2023 : meilleur film français, film singulier francophone
- César 2023 : 
  - Meilleur acteur pour Benoît Magimel
  - Meilleure photographie

### Nominations
- César 2023 :
  - Meilleur film
  - Meilleure réalisation
  - Meilleurs costumes
  - Meilleurs décors
  - Meilleur son
  - Meilleurs effets visuels
  - Meilleure musique originale
  - César des lycéens

### Sélection
- Festival de Cannes 2022 : sélection officielle, en compétition